# Лаудермилк, Айзейя
Айзейя Лаудермилк (англ. Isaiahh Loudermilk; 10 октября 1997, Хауард, Канзас) — профессиональный американский футболист, тэкл защиты. Игрок клуба НФЛ «Питтсбург Стилерз». На студенческом уровне выступал за команду Висконсинского университета. На драфте НФЛ 2021 года был выбран в пятом раунде.

## Биография
Айзейя Лаудермилк родился 10 октября 1997 года в Хауарде в штате Канзас. Там же окончил старшую школу Уэст-Элк. Выступал за школьные команды по баскетболу и бейсболу, дважды признавался самым ценным игроком футбольной команды. Выигрывал чемпионат конференции по толканию ядра. После окончания школы оценивался рекрутинговыми сервисами ESPN, 247Sports и Rivals на три звезды из пяти возможных.

### Любительская карьера
В 2016 году Лаудермилк поступил в Висконсинский университет в Мадисоне. Первый сезон он провёл в статусе освобождённого игрока, тренируясь с командой, но не принимая участия в официальных матчах. В 2017 году он дебютировал в турнире NCAA, сыграв в одиннадцати матчах. Защита команды, частью которой он был, вошла в тройку лучших в I дивизионе NCAA по эффективности игры, пропускаемости и среднему количеству ярдов, набираемых соперником. В сезоне 2018 года Лаудермилк стал одним из стартовых ди-эндов «Баджерс». Он принял участие в девяти играх, шесть из них начал в основном составе.
В 2019 году Лаудермилк сыграл в стартовом составе команды во всех четырнадцати матчах сезона и помог ей выйти в финал конференции Big Ten. В декабре он окончил университет со степенью бакалавра в области личных финансов. В сокращённом из-за пандемии COVID-19 турнире 2020 года он принял участие во всех шести играх. После завершения сезона Лаудермилк объявил о выходе на драфт НФЛ.

#### Статистика выступлений в NCAA
| Сезон | Команда           | Игры | Захваты | Захваты | Захваты | Захваты | Захваты | Перехваты | Перехваты | Перехваты | Перехваты | Перехваты | Фамблы | Фамблы | Фамблы | Фамблы |
| Сезон | Команда           | Игры | Solo    | Ast     | Tot     | Loss    | Sk      | Int       | Yds       | Y/R       | TD        | PD        | FR     | Yds    | TD     | FF     |
| ----- | ----------------- | ---- | ------- | ------- | ------- | ------- | ------- | --------- | --------- | --------- | --------- | --------- | ------ | ------ | ------ | ------ |
| 2016  | Висконсин Баджерс | —    | —       | —       | —       | —       | —       | —         | —         | —         | —         | —         | —      | —      | —      | —      |
| 2017  | Висконсин Баджерс | 11   | 7       | 3       | 10      | 2,0     | 2,0     | 0         | 0         | 0,0       | 0         | 1         | 0      | 0      | 0      | 0      |
| 2018  | Висконсин Баджерс | 9    | 8       | 7       | 15      | 2,5     | 1,0     | 0         | 0         | 0,0       | 0         | 3         | 0      | 0      | 0      | 0      |
| 2019  | Висконсин Баджерс | 14   | 13      | 11      | 24      | 5,0     | 3,0     | 0         | 0         | 0,0       | 0         | 4         | 0      | 0      | 0      | 2      |
| 2020  | Висконсин Баджерс | 6    | 9       | 4       | 13      | 2,5     | 2,0     | 0         | 0         | 0,0       | 0         | 0         | 0      | 0      | 0      | 0      |
| Всего | Всего             | 40   | 37      | 25      | 62      | 12,0    | 8,0     | 0         | 0         | 0,0       | 0         | 8         | 0      | 0      | 0      | 2      |

### Профессиональная карьера
Перед драфтом НФЛ 2021 года издание Sports Illustrated отмечало антропометрические данные Лаудермилка, его лидерские качества и подвижность. Основными недостаткоми игрока называли его пассивность и недостаточную жёсткость при ведении силовой борьбы. Он был выбран клубом «Питтсбург Стилерз» в пятом раунде под общим 156 номером. Тренерский штаб рассматривал его как игрока специальных команд, который также сможет составить конкуренцию защитникам ротации Крису Уормли, Айзейе Баггсу и Карлосу Дэвису.
В дебютном сезоне Лаудермилк принял участие в пятнадцати матчах регулярного чемпионата, выполняя роль одного из игроков ротации фронта защиты. В 2022 году он сыграл в одиннадцати матчах, проиграв конкуренцию новичку Демарвину Леалу. Большая часть проведённых Лаудермилком розыгрышей пришлась на период, когда Леал был травмирован.

#### Статистика выступлений в НФЛ

##### Регулярный чемпионат
| Сезон | Команда           | Игры | Захваты | Захваты | Захваты | Захваты | Захваты | Перехваты | Перехваты | Перехваты | Перехваты | Перехваты | Фамблы | Фамблы | Фамблы | Фамблы |
| Сезон | Команда           | Игры | Solo    | Ast     | Tot     | Loss    | Sk      | Int       | Yds       | Y/R       | TD        | PD        | FR     | Yds    | TD     | FF     |
| ----- | ----------------- | ---- | ------- | ------- | ------- | ------- | ------- | --------- | --------- | --------- | --------- | --------- | ------ | ------ | ------ | ------ |
| 2021  | Питтсбург Стилерз | 15   | 16      | 7       | 23      | 0       | 1,0     | 0         | 0         | 0,0       | 0         | 3         | 0      | 0      | 0      | 0      |
| 2022  | Питтсбург Стилерз | 11   | 4       | 3       | 7       | 1       | 0,0     | 0         | 0         | 0,0       | 0         | 0         | 0      | 0      | 0      | 0      |
| 2023  | Питтсбург Стилерз | 10   | 4       | 7       | 11      | 0       | 0,0     | 0         | 0         | 0,0       | 0         | 2         | 0      | 0      | 0      | 0      |
| Всего | Всего             | 36   | 24      | 17      | 41      | 1       | 1,0     | 0         | 0         | 0,0       | 0         | 5         | 0      | 0      | 0      | 0      |

* на 21 ноября 2023

##### Плей-офф
| Сезон | Команда           | Игры | Захваты | Захваты | Захваты | Захваты | Захваты | Перехваты | Перехваты | Перехваты | Перехваты | Перехваты | Фамблы | Фамблы | Фамблы | Фамблы |
| Сезон | Команда           | Игры | Solo    | Ast     | Tot     | Loss    | Sk      | Int       | Yds       | Y/R       | TD        | PD        | FR     | Yds    | TD     | FF     |
| ----- | ----------------- | ---- | ------- | ------- | ------- | ------- | ------- | --------- | --------- | --------- | --------- | --------- | ------ | ------ | ------ | ------ |
| 2021  | Питтсбург Стилерз | 1    | 1       | 2       | 3       | 0       | 0,0     | 0         | 0         | 0,0       | 0         | 0         | 0      | 0      | 0      | 0      |
| Всего | Всего             | 1    | 1       | 2       | 3       | 0       | 0,0     | 0         | 0         | 0,0       | 0         | 0         | 0      | 0      | 0      | 0      |